# البنك التجاري الدولي (مصر)

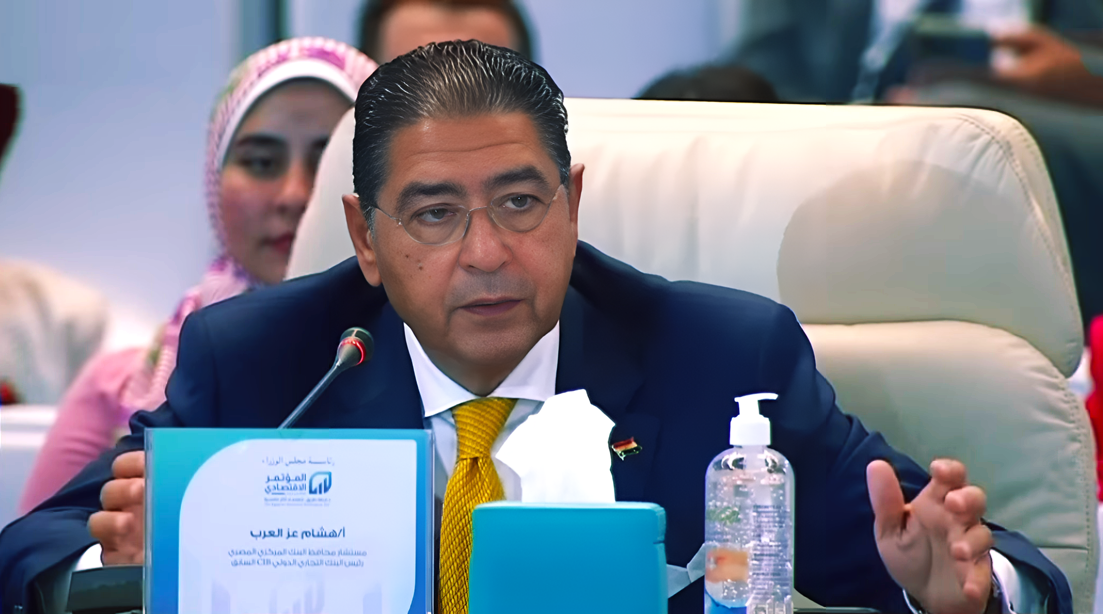
هشام عز العرب الرئيس التنفيذي والعضو المنتدب في البنك التجاري الدولي المصري (2002 - 22 أكتوبر 2020) ورئيس مجلس الإدارة "غير تنفيذي" (2023 - الآن)

البنك التجاري الدولي (CIB) هو بنك مصري، يعد من أكبر بنوك القطاع الخاص المصري، يعمل على تقديم مجموعة واسعة ومتميزة من المنتجات والخدمات البنكية لعملائه من الأفراد وأصحاب الثروات والمؤسسات والشركات بمختلف أنواعها، يدبر البنك التجارى الدولى حلول مناسبة ونزيهة لكافة الاحتياجات المالية لعملائه وبرؤية خبيرة في سوق المال والاستثمار. ونجح البنك التجاري الدولي أن يكون الاختيار الأول لأكثر من 500 شركة عاملة في مصر مقدما لهم أفضل الحلول المالية. يحافظ البنك على بقائه كأكثر البنوك التجارية تحقيقاً للأرباح في مصر لأكثر من 35 عاما، وذلك بفضل إدارته التي تتبنى أعلى معايير الشفافية والحوكمة بالإضافة إلى برامج التدريب المتميزة المقدمة للعاملين به، ويبلغ عدد العاملين فيه حوالي 6000 موظف.

## التاريخ
تأسس البنك التجاري الدولي عام 1975 بملكية مشتركة بين كل من البنك الأهلي المصري (51%) وبنك تشيس مانهاتن (49%) تحت اسم "بنك تشيس الأهلى المصرى"، وفي عام 1987 وبعد قرار بنك تشيس بيع حصته من الأسهم، قام البنك الأهلى المصرى بزيادة حصته إلى 99.9%، وتغير اسم البنك إلى "البنك التجارى الدولى - مصر"، وظلت حصة البنك الأهلى المصرى تنخفض عبر عدة عروض عامة لتصل إلى 18.7%، في عام 2006 قام كونسورتيوم بقيادة ريبلوود القابضة بالاستحواذ على حصة البنك الأهلي المصري، وفي يوليو 2009 قامت أكتيس بشراء حصة من أسهم البنك التجاري الدولي بلغت 9.1% لتصبح بذلك أكبر مساهم منفرد في رأسمال البنك.
في مارس 2014 قامت أكتيس ببيع جزء من حصتها في البنك بلغت 2.6% وقد تمت عملية البيع من خلال البورصة المصرية لمجموعة متعددة من مديري المحافظ وصناديق الاستثمار الدولية، وفي مايو من نفس العام قامت أكتيس ببيع حصتها المتبقية في رأس مال البنك والتي تبلغ 6.5% إلي شركة فيرفاكس القابضة للخدمات المالية، وفي أواخر عام 2015 قام البنك التجاري الدولي بالاستحواذ على أسهم سيتي بنك - مصر من خلال البورصة المصرية وضم كل فروعه إلى إداراته، وفي 2022 استحوذت شركة ألفا أوريكس ليمتد التابعة لجهاز أبو ظبي للاستثمار على نسبة 18.5% من أسهم البنك لتصبح أكبر مساهم في رأس المال.

## الشركات التابعة
يضم البنك التجاري الدولي مجموعة من الشركات وهي:
- فالكون للخدمات الأمنية.
- إيجيبت فاكتورز.
- كوربليس.

## وصلات خارجية
- الموقع الرسمي